# Рождественский календарь

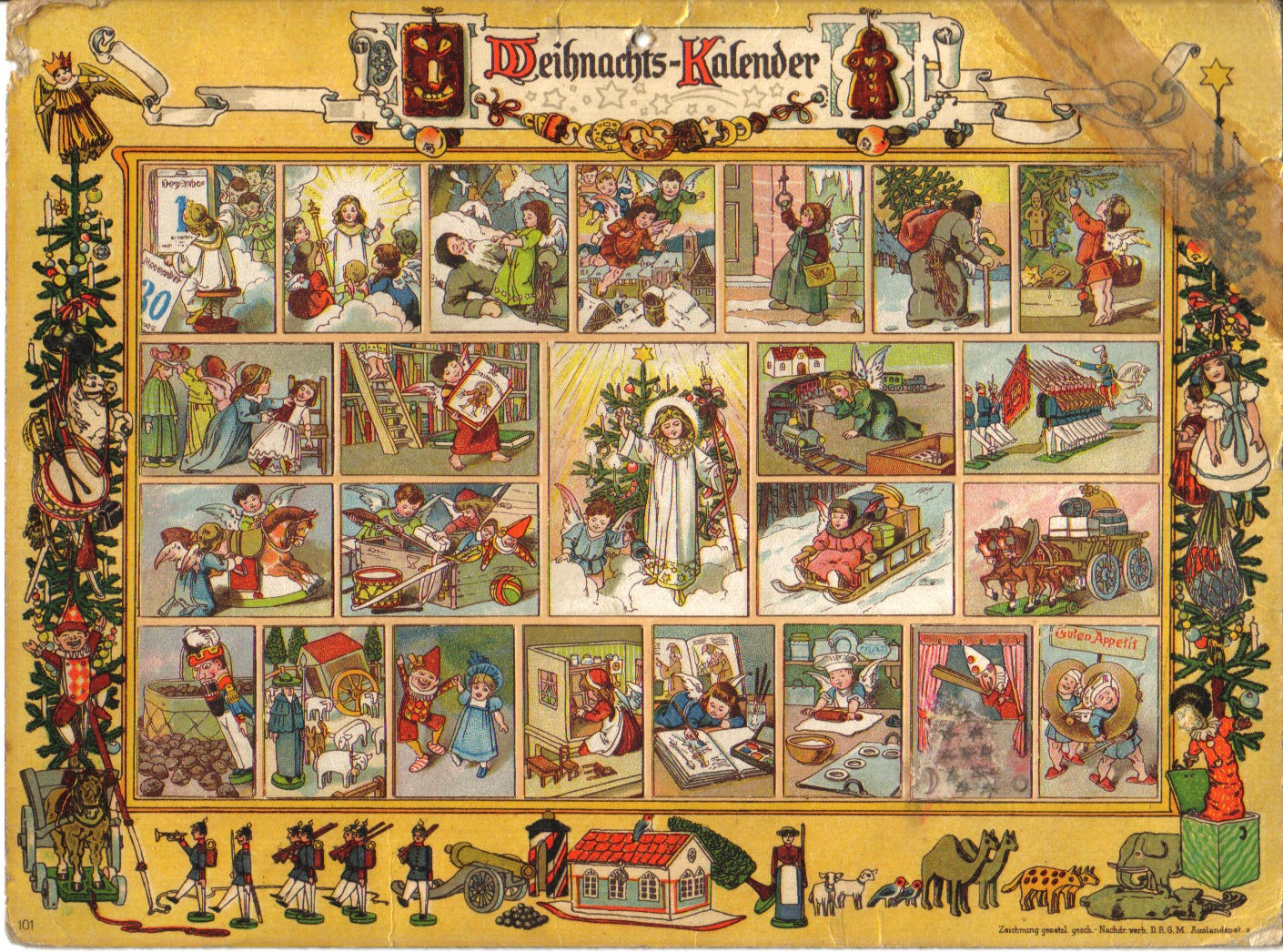
Рождественский календарь (1903)

Рождественский календарь, адвент-календарь (нем. Adventskalender) — традиционный в Европе календарь для отслеживания времени от адвента до прихода Рождества.
По традиции это открытка или картонный домик с открывающимися окошками, где в каждой ячейке может лежать конфета, шоколадка, чайный пакетик, косметика, фигурка, записка с пожеланиями, молитва или выдержка из Писания, а также другие подарки. Календари бывают и в виде мешочков, пакетиков, сумочек или свёртков, развешанных на ленте. Также часто в календарях бывают пазлы и другие игры.
Рождественский календарь может быть универсальным и состоять из 24 дней (с 1 декабря), либо из количества дней, соответствующих адвенту в этом году (адвент может начинаться с 27 ноября по 3 декабря). В любом случае календарь заканчивается 24 декабря, в Сочельник по григорианскому календарю.
В странах, где используется Григорианский календарь в календаре может быть не 24, а 31 день.
Первые упоминания о рождественских календарях относятся к первой половине XIX века. Начало традиции было положено в Германии последователями Лютеранской церкви. Считается, что первый детский рождественский календарь был напечатан Герхардом Лангом в его типографии «Reichhold & Lang» в Мюнхене: в 1903 году его компания впервые представила адвент-календарь с 24 цветными карточками, прикреплявшимися к картонной доске. В 1930-х годах типография закрылась, но до тех пор было создано не менее тридцати различных рождественских календарей для детей. В Германии в 1958 году впервые выпустили календарь с шоколадом внутри.
Вскоре обычай распространился на территории немецкоязычных стран (Австрия, часть Швейцарии). С начала XXI века традиция распространилась по всей Европе. Обычно адвент-календари имеют воспитательный момент: ребёнок, прежде чем открыть очередное окошко, должен вспомнить что хорошего и плохого сделал за текущий день. В религиозных семьях этот обряд связан с ежедневной молитвой.
Современные рождественские календари зачастую создают своими руками. Материалами могут служить картон, дерево, ткань. Помимо традиционных ящичков и окошек, в качестве ячеек календаря используются конусы, кармашки, конверты, детские носки и рукавички.
В последние десятилетия рождественские календари стали появляться в России, причём в России адвент-календарь превратился в «новогодний календарь», полностью потеряв религиозный и воспитательный аспект.
Сейчас легко можно встретить на полках магазинов как календарь в классическом виде с 24 коробками (ячейками), так и адаптированный к российским традициям вариант с 31 коробками.

## Нордический календарь
В странах Северной Европы рождественский календарь называется «Йоль-календарь» (дат. норв. julekalender, швед. julkalender, исл. jóladagatal, фар. jólakalendari, фин. joulukalenteri) и существует в форме ежедневных теле- и радиопрограмм, выходящих с 1 по 24 декабря, как для детей, так и для взрослых.